# Oldenlandia ocellata
Oldenlandia ocellata là một loài thực vật thuộc họ Rubiaceae. Đây là loài đặc hữu của Yemen. Môi trường sống tự nhiên của chúng là vùng nhiều đá.